# Buone notizie dal Vaticano (racconto)
Buone notizie dal Vaticano (Good News from the Vatican) è un racconto umoristico di fantascienza del 1971 dello scrittore statunitense Robert Silverberg; nel 1972 ha vinto il Premio Nebula per il miglior racconto breve.

## Storia editoriale
Nel febbraio del 1971 l'editore Terry Carr chiese a Silverberg di scrivere un racconto da pubblicare sul primo numero dell'antologia Universe ma l'autore, impegnato contemporaneamente nella stesura del suo romanzo Il libro dei teschi (The Book of Skulls) non poté accontentare l'editore. Alcune settimane dopo Carr, proccupato per l'imminente invio in stampa del volume, ancora incompleto, convinse Siverberg a scrivere di getto il racconto che concluse in poche ore grazie alle sue conoscenze sui meccanismi del conclave. Infatti l'autore aveva maturato interesse nelle procedure di elezione del Papa anni prima, dopo aver letto il libro di Baron Corvo Adriano VII. Questo interesse spinse Silverberg a "candidarsi" più volte al seggio papale, inviando scherzosi curriculum al Vaticano ad "ogni morte di Papa". Da una velata allusione alla sua vita privata, nel racconto Silverberg immagina che la sua candidatura sia stata accettata e che un robot lo succeda sulla Cattedra di San Pietro alla sua morte.
Nel 1972 il racconto ha vinto il Premio Nebula per il miglior racconto breve.
In Italia il racconto è stato pubblicato nel 1973 nell'omonima antologia di autori vari, nella collana Urania.
La storia ha avuto un seguito nel racconto di Mike Resnick Cattive notizie dal Vaticano (Bad News from the Vatican), pubblicato nel 2014, nel quale viene trattato il rapporto tra potere temporale e potere spirituale della Chiesa e della sua ingerenza sulla politica degli Stati.

## Trama
(Buone notizie dal Vaticano, Robert Silverberg)
Il narratore in compagnia del rabbino Mueller del vescovo FitzPatrick delle signore Harshaw e Beverly con il giovane Kennet, si riuniscono da alcuni giorni in un bar a via Veneto, a Roma. Il papa è morto e i cardinali provenienti da tutto il mondo sono riuniti in conclave per eleggere il nuovo papa. I ballottaggi indicano tra i "papabili" il cardinale Asciuga di Milano, il cardinale Carciofo di Genova e, inaspettatamente, un robot. Il gruppo si divide sull'opportunità che un automa possa ambire al seggio papale, anche se voci di corridoio indicano che il robot sia prossimo ad essere eletto, grazie alla sua capacità di raccogliere consensi tra la gente e tra i calcolatori elettronici che governano le finanze e le politiche delle maggiori religioni. Improvvisamente una fumata bianca segnala l'elezione del nuovo papa. Il robot è stato eletto e si affaccia sul balcone della Basilica di San Pietro impartendo la benedizione Urbi et Orbi, annunciando ai fedeli di aver assunto il nome di Sisto VII. Subito dopo l'automa, con un coup de théâtre, prende il volo sospinto da razzi.

## Edizioni
- (EN) Robert Silverberg, Good News from the Vatican, in Universe 1, 1ª ed., New York, Ace Books, 1971.
- Robert Silverberg, Buone notizie dal Vaticano, in Buone notizie dal Vaticano, traduzione di Ursula Olmini Soergel, Urania, n. 623, Milano, Arnoldo Mondadori Editore, 1973.
- Robert Silverberg, Buone notizie dal Vaticano, in Buone notizie dal Vaticano, traduzione di Ursula Olmini Soergel, Oscar Mondadori, n. 917, Milano, Arnoldo Mondadori Editore, 1979.
- Robert Silverberg, Buone notizie dal Vaticano, in 25 Racconti che hanno fatto Urania, traduzione di Ursula Olmini Soergel, Milano, Arnoldo Mondadori Editore, 1989.
- Robert Silverberg, Buone notizie dal Vaticano: Notizie dal Vaticano 1, traduzione di Marco Crosa, Milano, Delos Digital, 2016, ISBN 9788865305591.